# Богородицкое (Смоленский район)
Богоро́дицкое — деревня в Смоленской области России, в Смоленском районе. Расположена в западной части области в 9 км к юго-востоку от городской черты г. Смоленска, в 2,5 км восточнее автодороги А141 Орёл — Витебск, на берегу реки Дресна.
Население — 1513 жителей (2010 год). Административный центр Козинского сельского поселения.

## История
Точная дата основания села неизвестна, однако в Епархиальных ведомостях есть следующие сведения 
Епископ Игнатий, купив у жителей Смоленска одно загородное место, поставил в нём деревянную церковь во имя богоматери и собрал при ней братию, поэтому и сам ново основанный монастырь стал называться Богородицким
 Полное название монастыря было — «Во имя Богородицы на селище».
При церкви был монастырь. Церковь с монастырём были сожжены поляками при снятии осады в 1611 году.
В 1701 году в Богородицком был построен храм во имя успения Богородицы, который представлял особый ценный памятник архитектуры. Недалеко от церкви находилась часовня и дом священника. Этот дом священника не сохранился до нашего времени. По имени монастыря и село стали называть Богородицким.

## Экономика
Тепличный комбинат, средняя школа, детский сад, медпункт, почта, столовая(в настоящий момент используется как частный дом).

## Достопримечательности
- Городище юго-западнее села на левом берегу р. Дресна.
- Селище близ села на левом берегу р. Дресна.

Обнаруженные по реке Дрёсне древние поселения относятся к 9-15 векам. Эти крестьянские поселения были вытянуты вдоль реки и с одной стороны ограждены оврагами. Во время вспашки полей был обнаружен керамический материал. Таким образом удалось установить границы самого крупного поселения на правом берегу Дрёсны, примерно в километре к юго-западу от деревни Горяны.
В конце 50-х годов археологи провели раскопки и обнаружили остатки трёх построек. Они имели прямоугольную форму и были обмазаны глиной. Рядом имелись ямы — погреба для хранения продуктов и загоны для скота.
При раскопках были найдены железные серпы, ключи, несколько ножей, стрела. Самыми интересными находками были гончарные клейма, одно из которых представляло собой княжеский знак — трезубец внутри окружности. Эта находка говорит о распространении княжеской власти на это поселение.
В 12 веке при распаде Киевской Руси, одним из первых князей самостоятельного смоленского княжества был Ростислав Мстиславич, внук знаменитого Владимира Мономаха. С целью укрепления политической независимости от Киева он организовал в Смоленске самостоятельное церковное управление — епархию.
По особой уставной грамоте 1150 года Ростислав Мстиславович передал церкви десятую часть своих доходов и жаловал 2 своих села — Ясенское и Дросенское. Находка княжеского клейма помогла точно определить место нахождения древнерусского села Дросненского.
Название реки Дрёсна происходит от балтского слова «Дриксна», что значит «вода».
К югу от села находится усадьба Маневских. Из трех храмов построенных в усадьбе сохранился один - церковь Одигитрии, которая была возведена  в 1782 г. стараниями помещика Ф.И. Маневского. Храм кирпичный, построен в стиле барокко. - 'Эта информация относится к селу Богородицкому в Вяземском уезде (по пути в Хмелиту, село-музей Грибоедовых и Нахимовых).